# Grille des programmes

Les créneaux horaires de la télévision américaine.

La grille des programmes est l'organisation chronologique, à l'échelle d'une journée, d'une semaine ou d'une saison, des programmes d'une chaîne de télévision ou d'une station de radiodiffusion. La grille des programmes, et son agencement, est un élément clé de la stratégie d'un média pour augmenter son audience.
Elle est généralement renouvelée chaque année, au début de la saison télévisuelle et radiophonique. 
En télévision, les guides des programmes sont des magazines, généralement hebdomadaires, publiant les grilles de programme des chaînes nationales. Ces guides des programmes sont aussi diffusés par des sites web et par le Second écran.

## Tranches horaires en France
La grille des programmes quotidienne est divisée en créneaux horaires plus ou moins stratégiques en termes d'audience. On distingue ainsi :
- la tranche de début de matinale, tranche horaire commençant la matinée, généralement entre 6 et 9 heures, correspondant en radio au créneau de plus forte écoute[1], en télévision elle sert notamment de divertissement pour les enfants.
- La tranche de fin de matinée, située entre 9h et 12h.
- Créneau du jour de 12h à 18 heures dans laquelle sont diffusés les programmes dont l'audience est régulière.
- l'avant soirée ou access prime-time, créneau horaire où sont diffusées les séries de fortes audiences précédant la première partie de soirée, soit de 18 heures à 21 heures.
- la première partie de soirée ou prime-time, créneau horaire correspondant au début de la soirée, durant lequel on constate en télévision les plus fortes audiences d'où sont diffusées les meilleures séries télévisées. Elle se situe entre 21h à 23 heures.
- la deuxième partie de soirée, créneau horaire succédant au prime-time, utilisé principalement dans la rediffusion de séries et émissions ayant été arrêtées. Elle sert très souvent de nostalgie, généralement de 23 heures à minuit[2].
- la troisième partie de soirée, ou late night television en anglais, elle sert de stratégie et de plan de secours aux chaînes. Elle se situe entre minuit et 5h du matin.

## Émission de télévision interstitielle
Dans la programmation télévisée, une émission de télévision interstitielle (ou « programme enveloppant », ou encore « segment enveloppant ») fait référence à un programme court qui est souvent diffusé entre des films ou d'autres événements, par exemple des interviews diffusées après des films sur des chaînes premium.
Parmi les programmes interstitiels notables diffusés entre ou pendant les dessins animés du samedi matin aux États-Unis figuraient In the News, diffusé sur CBS à partir de 1971, et Schoolhouse Rock!, diffusé sur ABC à partir de 1973.
Au Canada, des séries de courts métrages comme Canada Vignettes, Hinterland Who's Who et Heritage Minutes étaient souvent diffusées à la télévision de CBC et d'autres diffuseurs.